# Державна наукова архівна бібліотека
Держа́вна науко́ва архі́вна бібліоте́ка, м. Ки́їв (ДНАБ, м. Київ), колишня назва — Науково-довідкова бібліотека центральних державних архівів України (НДБ ЦДА України).

## Історія
Бібліотеку створено в січні 1971 року на базі бібліотечних фондів Центрального державного архіву Жовтневої революції Української РСР, Центрального державного історичного архіву Української РСР та Центрального державного архіву кінофотофонодокументів Української РСР. З грудня 1980 року НДБ ЦДА України набула статусу юридичної особи, підпорядкованої Головному архівному управлінню при Раді Міністрів УРСР.

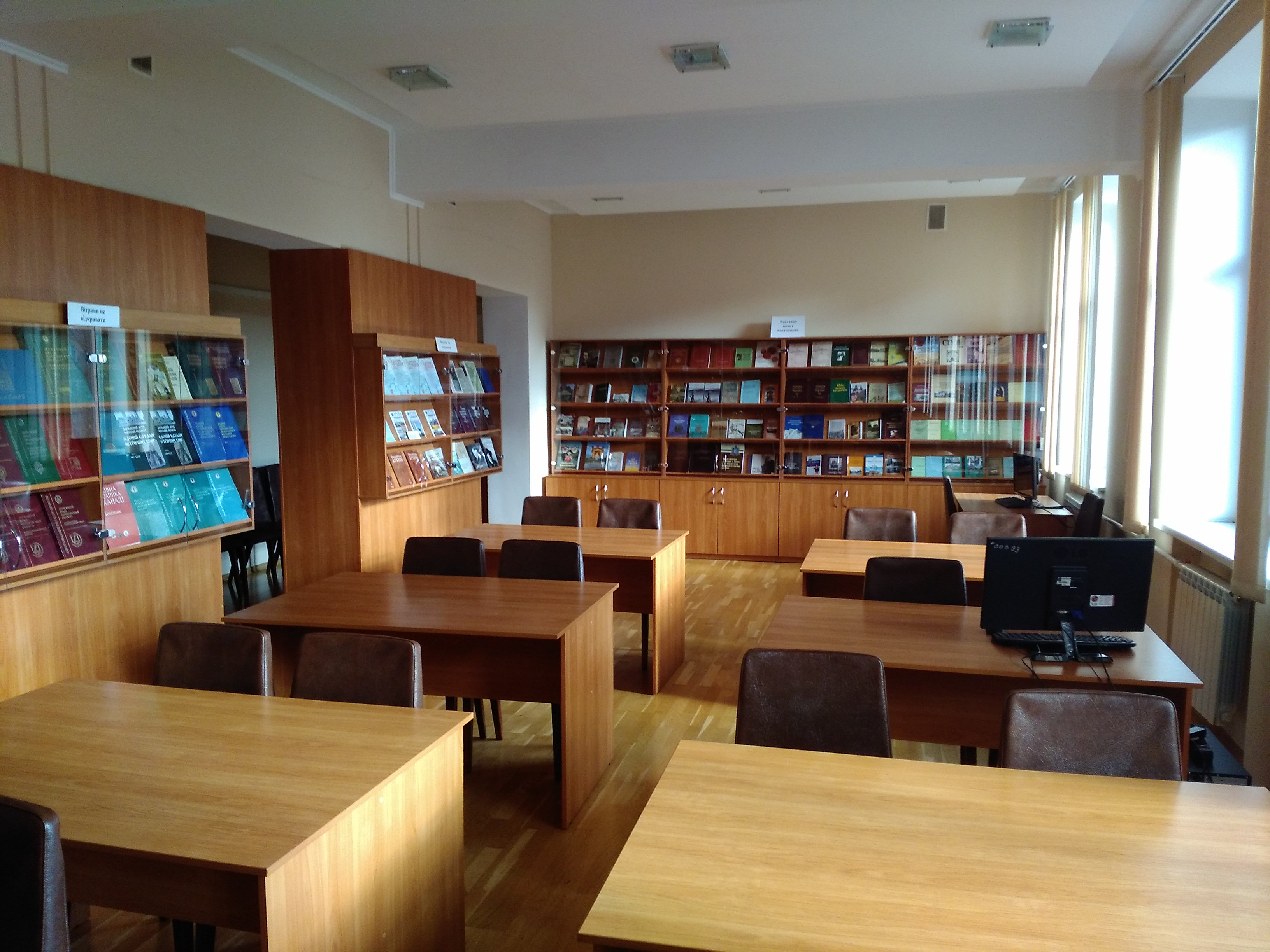
Читальний зал бібліотеки

## Режим роботи читального залу
- Понеділок — п'ятниця, 9:00 — 16:00